# Chondrothrus
Chondrothrus is een kevergeslacht uit de familie van de boktorren (Cerambycidae). De wetenschappelijke naam van het geslacht werd voor het eerst geldig gepubliceerd in 1959 door Gressitt.

## Soorten
Chondrothrus is monotypisch en omvat slechts de volgende soort:
- Chondrothrus parallelus Gressitt, 1959